# Список глав государств в 198 году до н. э.
| 199 до н. э. ← Список глав государств по годам → 197 до н. э. |

## Азия
- Анурадхапура — Элара, царь (205 до н. э. — 161 до н. э.)
- Вифиния — Прусий I, царь (228 до н. э. — 182 до н. э.)
- Греко-Бактрийское царство — Деметрий I, царь (200 до н. э. — 180 до н. э.)
- Иберия — Саурмаг I, царь (234 до н. э. — 159 до н. э.)
- Каппадокия — Ариарат IV Евсеб, царь (220 до н. э. — 163 до н. э.)
- Китай (Династия Хань) — Гао-цзу (Лю Бан), император (202 до н. э. — 195 до н. э.)
- Корея:
  - Махан — Юн, вождь[англ.] (220 до н. э. — 193 до н. э.)
  - Пуё — Хэмосу, тхандже (239 до н. э. — 195 до н. э.)
- Маурьев империя — Деваварман, император (202 до н. э. — 195 до н. э.)
- Намвьет — Чьеу Ву-де, император (207 до н. э. — 137 до н. э.)
- Парфия — Аршак II, царь (ок. 217 до н. э. — ок. 191 до н. э.)
- Пергамское царство — Аттал I Сотер, царь (238 до н. э. — 197 до н. э.)
- Понтийское царство — Митридат III, царь (ок. 220 до н. э. — 190 до н. э.)
- Сабейское царство — Назир Юханем, царь (200 до н. э. — 180 до н. э.)
- Сатавахана — 
  - Симукха, махараджа (211 до н. э. — 198 до н. э.)
  - Кришна, махараджа (198 до н. э. — 184 до н. э.)
- Селевкидов государство — Антиох III Великий, царь (223 до н. э. — 187 до н. э.)
- Хунну — Модэ, шаньюй (209 до н. э. — 174 до н. э.)
- Япония — Когэн, тэнно (император) (214 до н. э. — 158 до н. э.)

## Африка
- Египет — Птолемей V Эпифан, царь (204 до н. э. — 180 до н. э.)
- Мероитское царство (Куш) — Адикаламани, царь (ок. 207 до н. э. — ок. 186 до н. э.)
- Нумидия — Массинисса, царь (202 до н. э. — 148 до н. э.)

## Европа
- Афины:
  - Филон, архонт (199 до н. э. — 198 до н. э.)
  - Диодот, архонт (198 до н. э. — 197 до н. э.)
- Ахейский союз:
  - Аристен, стратег (199 до н. э. — 198 до н. э., 195 до н. э. — 194 до н. э., 186 до н. э. — 185 до н. э.)
  - Никострат, стратег (198 до н. э. — 197 до н. э.)
- Боспорское царство — Спарток V, царь (ок. 200 до н. э. — ок. 180 до н. э.)
- Дарданское царство[англ.] — Батон, царь[англ.] (ок. 206 до н. э. — ок. 176 до н. э.)
- Ирландия — Лугайд Луайгне, верховный король (199 до н. э. — 184 до н. э.)[1]
- Македонское царство — Филипп V, царь (221 до н. э. — 179 до н. э.)
- Одрисское царство (Фракия) — Севт IV, царь (215 до н. э. — 190 до н. э.)
- Римская республика:
  - Секст Элий Пет Кат, консул (198 год до н. э.)
  - Тит Квинкций Фламинин, консул (198 год до н. э.)
- Спарта — Набис, царь (тиран) (200 до н. э. — 192 до н. э.)

## Галерея

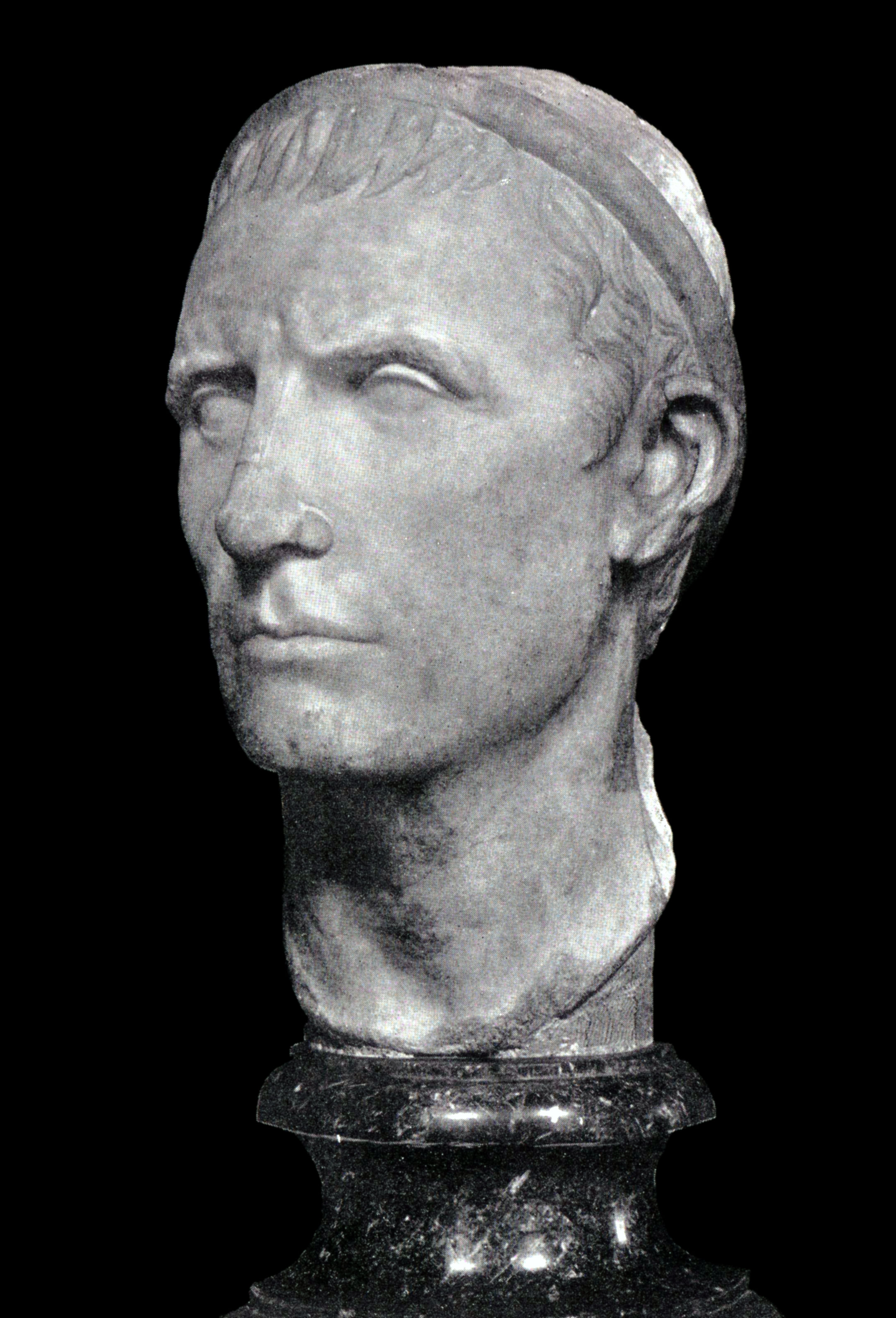
Антиох III Великий 223 до н.э.—187 до н.э. Царь Сирии
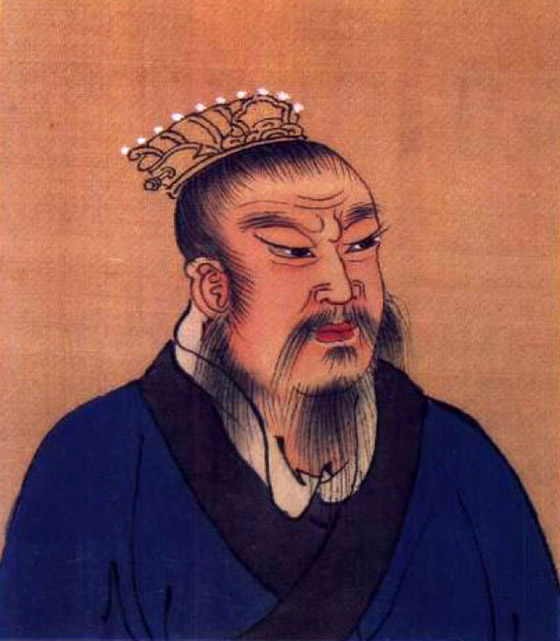
Лю Бан 202 до н.э.—195 до н.э. Император Хань
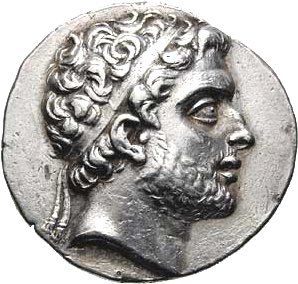
Филипп V 221 до н.э.—179 до н.э. Царь Македонии
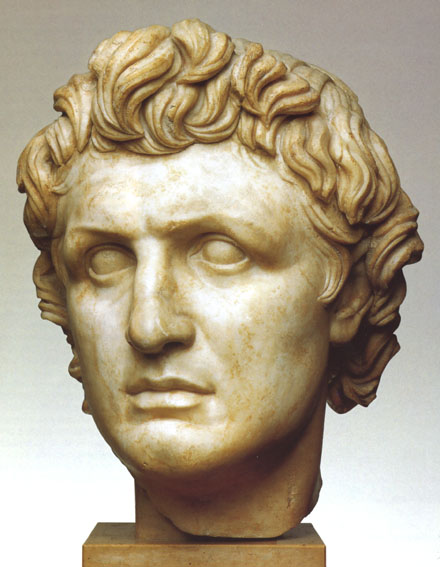
Аттал I Сотер 238 до н.э.—197 до н.э. Царь Пергама
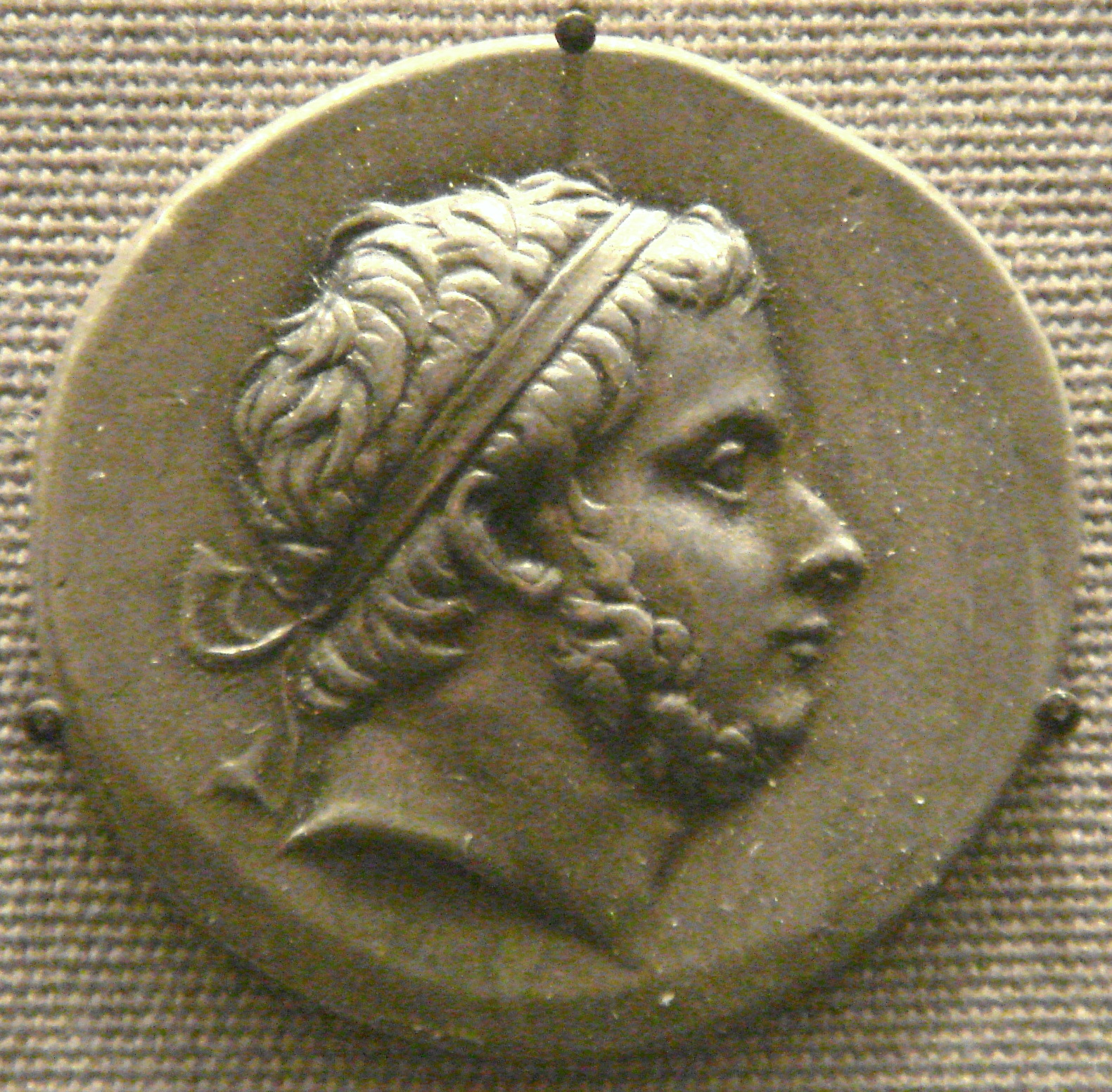
Прусий I 228 до н.э.—182 до н.э. Царь Вифинии
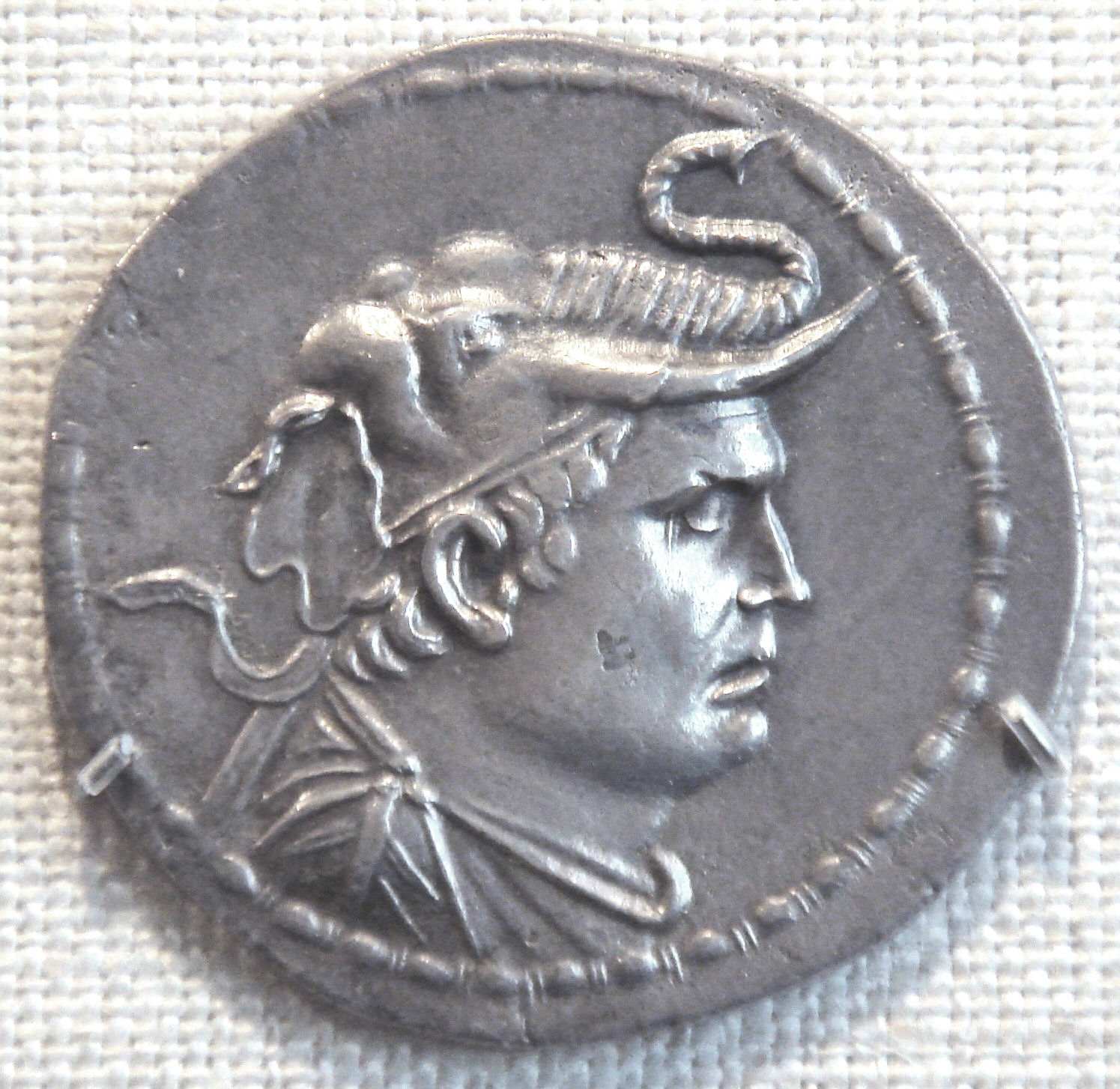
Деметрий I 200 до н.э.—180 до н.э. Греко-бактрийский царь
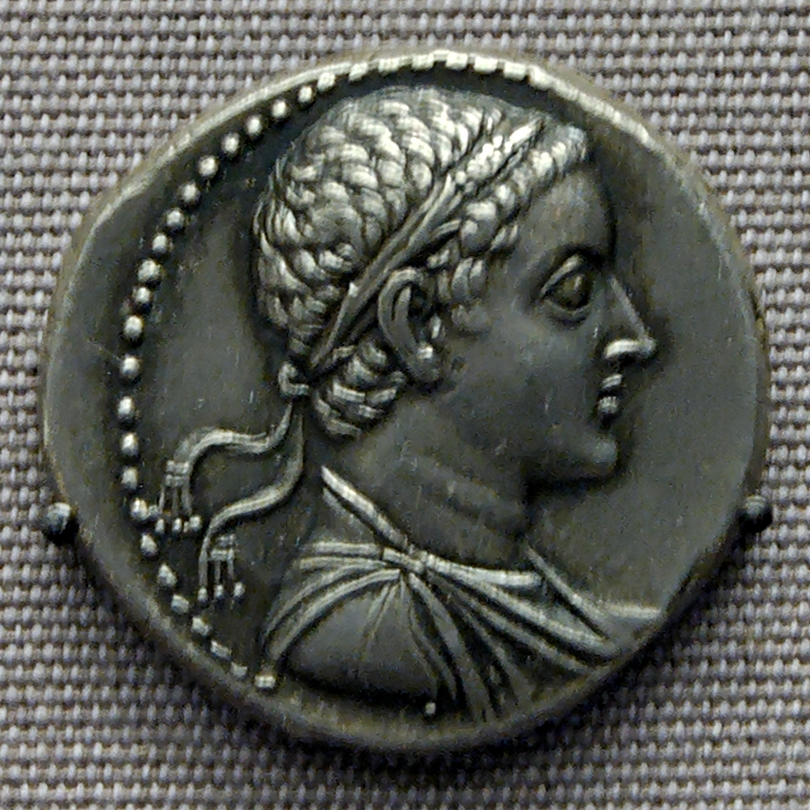
Птолемей V Эпифан 204 до н.э.—180 до н.э. Царь Египта
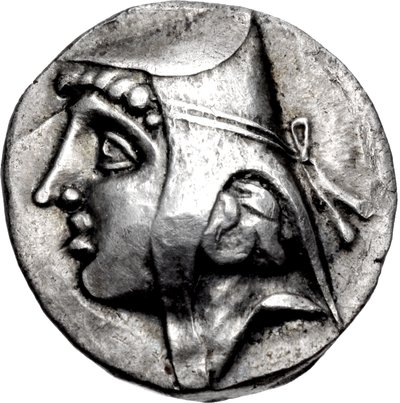
Аршак II 217 до н.э.—191 до н.э. Царь Парфии
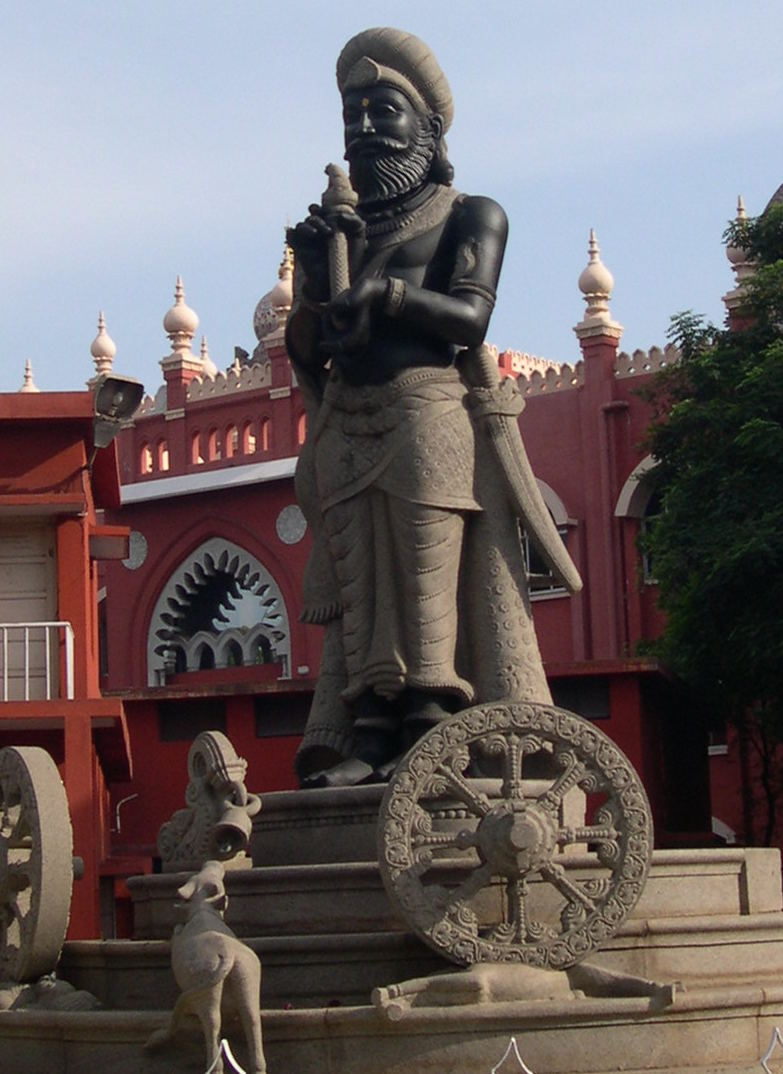
Элара 205 до н.э.—161 до н.э. Царь Анурадхапуры
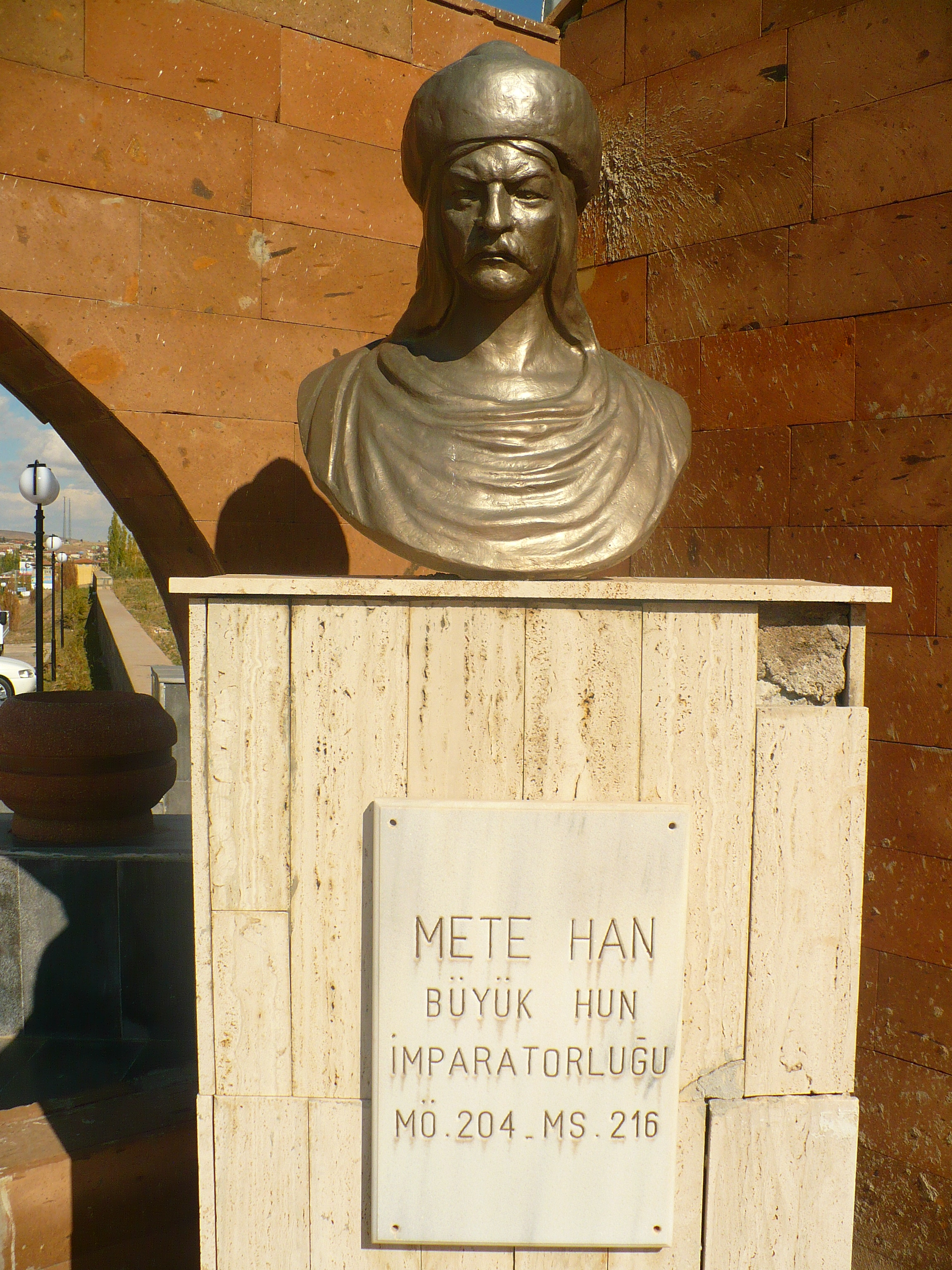
Модэ 209 до н.э.—174 до н.э. Шаньюй хунну
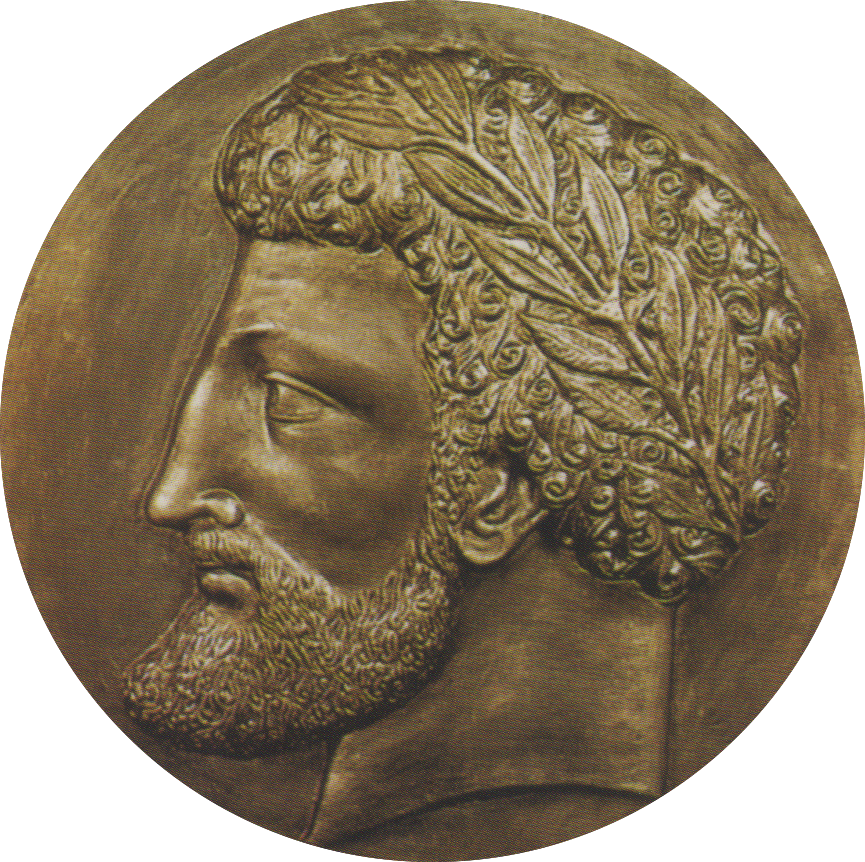
Массинисса 202 до н.э.—148 до н.э. Царь Нумидии
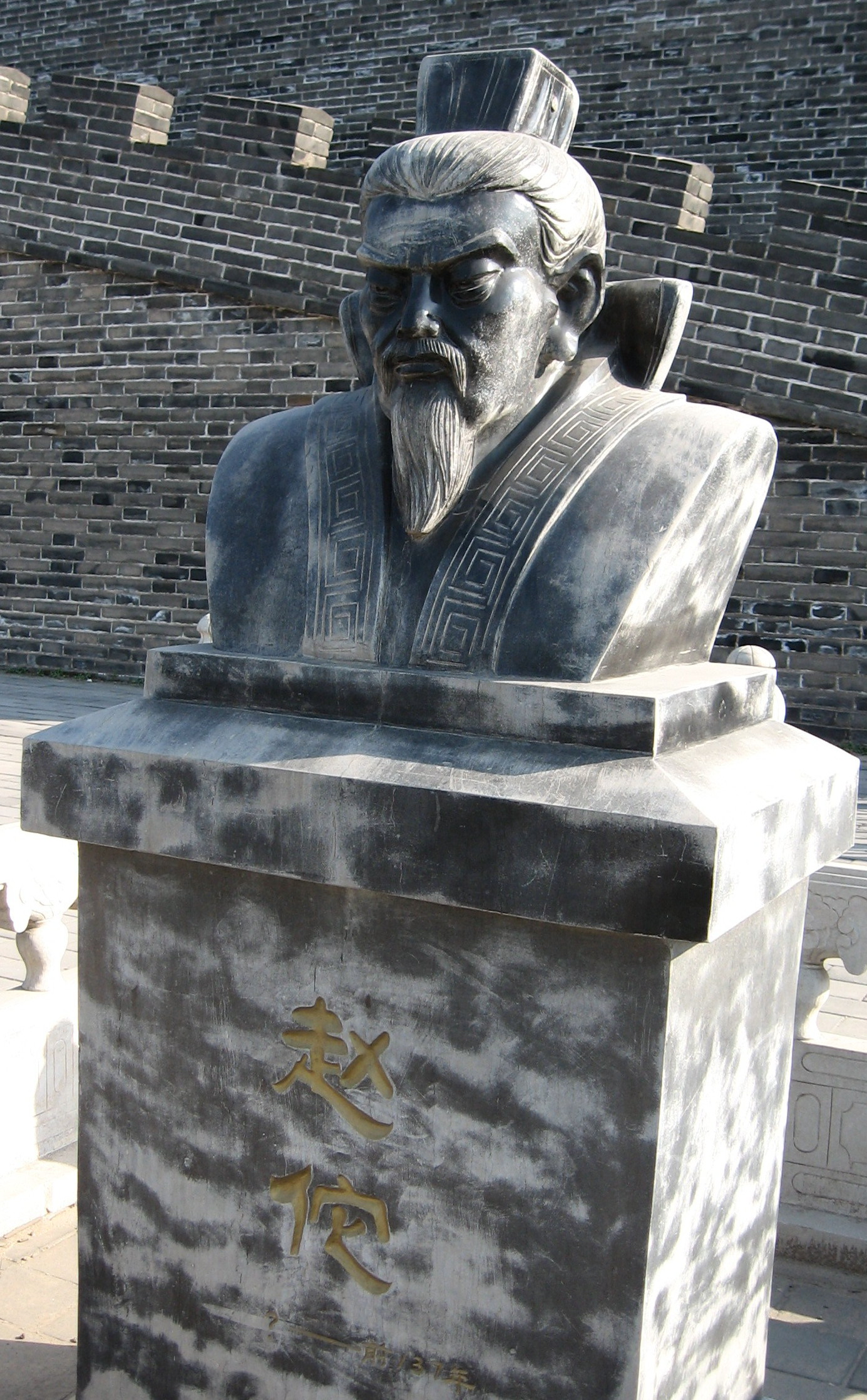
Чьеу Ву-де 207 до н.э.—137 до н.э. Император Намвьета
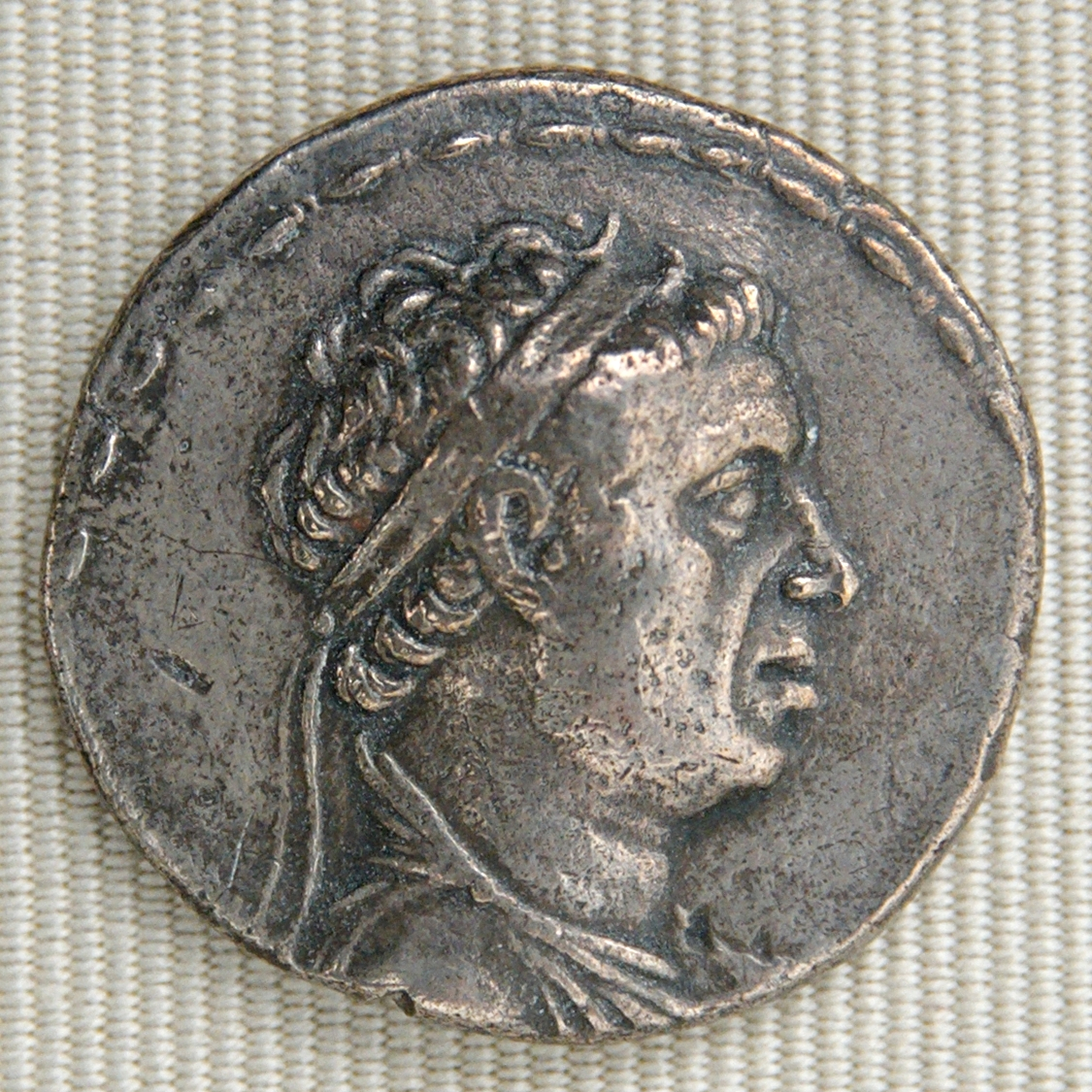
Ариарат IV 220 до н.э.—163 до н.э. Царь Каппадокии
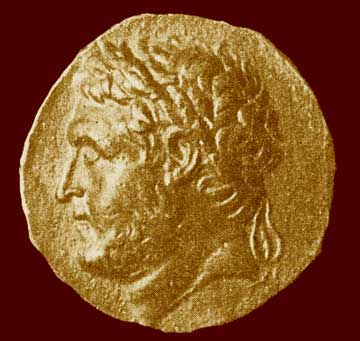
Набис 200 до н.э.—192 до н.э. Царь (тиран) Спарты
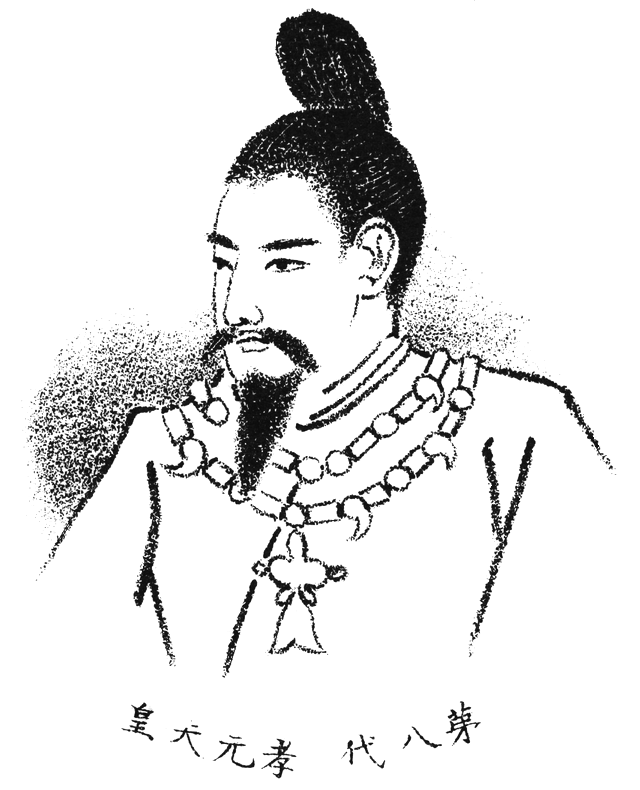
Когэн 214 до н.э.—158 до н.э. Император Японии